# Manolo Ty
Manolo Ty (* 11. Juli 1985 in Hagen) ist ein deutscher Fotograf und Künstler. Er ist vor allem für seine sozialdokumentarischen Fotografien und seine Porträts bekannt.

## Leben
Manolo Ty wuchs in Hagen, am Rande des Ruhrgebiets, auf. Er lebte und arbeitete in Bangkok, Köln und Budapest und ist derzeit in Berlin sesshaft.
Der Fotograf bereiste mehr als einhundert Länder. Mit seiner Kamera hielt Ty dabei das Leben vor Ort fest, um die Beziehung zwischen den Menschen und ihrer Umgebung zu dokumentieren. Seine Arbeiten sollen interkulturelles Verständnis und Toleranz fördern, sowie ein Bewusstsein für die Bedrohung von Umwelt und Traditionen schaffen. Seine Werke wurden in bislang mehr als 80 internationalen Ausstellungen gezeigt und in mehreren Bildbänden publiziert. Ty setzt in seinen Arbeiten fotografisch mit dem kulturellen Erbe von Gesellschaften, der Umwelt und dem Klimawandel auseinander. Vor allem für seine neue Sichtweise auf Pakistan in seinem ersten Bildband „Pakistan Now“ erhielt er national und international große Aufmerksamkeit.
Darüber hinaus drehte Ty den Dokumentarfilm „Gender X“ über transgender Frauen in Pakistan für das Entwicklungsprogramm der Vereinten Nationen (UNDP) und war dort als Berater tätig. Der prämierte Film wurde auf internationalen Filmfestivals gezeigt.

## Ausstellungen

### Einzelausstellungen (Auswahl)
- 2022: Das letzte Eis – Klimahaus – Bremerhaven/Deutschland[11]
- 2020: Unification of Diversity – Deutsche Botschaft – Jakarta/Indonesien[12]
- 2020: Nordsee-Südsee – Klimahaus – Bremerhaven/Deutschland[13]
- 2020: Pakistan Now, Jakarta Later – Gudskul – Jakarta/Indonesien[14]
- 2019: Pakistan Heute – Osthaus Museum – Hagen/Deutschland[15]
- 2017: Manology – Commune Artist Colony/Goethe Institut Pakistan - Karatschi/Pakistan[16][17]
- 2017: Pakistan Now – Rock/Paper / Aufbauhaus – Berlin/Deutschland[18]
- 2017: Pakistan Now – Nationale Kunstgalerie PNCA – Islamabad/Pakistan[19]
- 2016: Travels & Surfaces – Hotel Oderberger – Berlin/Deutschland[20]
- 2016: Vanishing Hope – Heinrich-Böll-Stiftung – Berlin/Deutschland
- 2016: Hinterm Vorhang – Galerie Goethe45 – Bremerhaven/Deutschland[21]
- 2015: 85° – Photographs from around the world – Blond & Blond Contemporary – Berlin/Germany[22]
- 2014: Surfaces – Jardins du Casino – Monte-Carlo/Monaco
- 2014: Ausstellung in Bloomingdale's/Mall of Dubai – Dubai/VAE
- 2014: World Travels – Minerva – Islamabad/Pakistan[23]
- 2013: World Travels – State Museum of Fine Arts – Shoushi/Bergkarabach[24]
- 2013: Surfaces – Altstadt – Yazd/Iran
- 2008: China before the Olympics – Westend City Center – Budapest/Ungarn

### Gruppenausstellungen (Auswahl)
- 2018: Sandesh Photo Festival – Slum Communities – Dehradun/Indien
- 2017: Iftar for Irap – Aicon Gallery – New York/USA
- 2016: Art Space Maru 84 – Tokyu Plaza Ginza – Tokio/Japan
- 2016: Stopjectify – Gallery Different – London/Großbritannien[25]
- 2015: Reactor in Kollaboration mit Yoh Nagao – Ampcafe Koenji – Tokio/Japan
- 2014: Black Box (Future Planning) – öffentlicher Raum – Jerusalem/Israel&Palästina[26][27]
- seit 2014: Amsterdam Arts Center – Amsterdam/Niederlande[28]
- 2014: Ausstellung in Satellite Gallery – Dubai/VAE[29]
- 2011: Girls – PhotoWorld – Istanbul/Türkei[30]

## Publikation
- Anne Steinbach, Manolo Ty: Das letzte Eis – Zwei Welten im Wandel. Reisedepeschen Verlag, Berlin 2022, ISBN 978-3-96348-024-9.
- Alexandra Schlüter, Manolo Ty: Rad, Land, Fluss. Prestel, München 2022, ISBN 978-3-7913-8871-7.
- Jana Steingässer, Manolo Ty: Nordsee-Südsee: Zwei Welten im Wandel. Wie der Klimawandel Inseln und Halligen bedroht. Knesebeck, München 2020. ISBN 978-3-95728-381-8.
- Manolo Ty: Pakistan Now. DuMont Reiseverlag, Ostfildern 2018, ISBN 978-3-7701-8881-9.
- Manolo Ty: Pakistan Now. Islamabad 2016, ISBN 978-969-23170-0-9.